# Пол Шаффер
Пол Аллен Вуд Шаффер (Paul Shaffer, народився 28 листопада 1949 р.) — канадський співак, актор, автор, комік та мультиінструменталіст.
Шаффер народився в Торонто і виріс у Форт-Вільям (нині частина Тандер-Бей), провінція Онтаріо, Канада.
Розпочав музичну кар'єру у 1972 році, коли Стівен Шварц запросив його стати музичним керівником постановки «Госпелл» . Грав на фортепіано для шоу Шварца на Бродвеї «Чарівне шоу» в 1974 році, а в 1975—1980 був членом музичного колективу в телепрограмі Saturday Night Live (SNL ) від NBC.
Починаючи з 1982 року, Шаффер працював музичним керівником нічних ток-шоу «Пізньої ночі з Девідом Леттерманом» (1982—1993) на NBC, для якого він також створив тематичну пісню, і як керівник оркестру CBS для пізнього шоу з Девідом Леттерманом (1993—2015) на CBS .
Він випустив два сольні альбоми, «Coast to Coast» (1989) та "The World's Most Dangerous Party (1993).
З 1986 працював музичним керівником та продюсером церемонії вступу в Зал слави рок-н-ролу, а 1996 — музичним продюсером церемонії закриття Олімпійських ігор 1996 року в Атланті. Шаффер також виконував обов'язки музичного керівника фільму «Fats Domino and Friends».
Як актор з'явилася в ряді кінофільмів протягом багатьох років, а в мультфільмі «Геркулес» , озвучив роль Гермеса .